# 기리총화
기리총화(綺里叢話)는 조선 후기의 잡록으로 필기, 야담, 야사, 시화, 소화, 변증 등의 다양한 장르를 아우른다. 작자는 이현기(李玄綺, 1796~1846)이며, 총153화의 글이 담겨있다. 소론이었던 이현기의 당색이 드러난 글이 많이 포함되어있다.
청구야담에 전재되어 있으면서 야담사에 있어서 작품성이 뛰어난 것으로 평가받는 채생기우 등의 작품의 원출처로 밝혀진 바 있다. 또한 동아시아 서사의 주요 문맥인 역사와 허구의 발전 경로 상에서 허구로의 전향을 보여주는 작품들이 있는데, 이곳에 수록된 야담은 기존의 야담집에 있는 이야기의 내용을 단순혹은 변형하여 전재한 글쓰기가 아닌, 이현기 자신의 창작에 바탕한 글을 담고 있다. <정수과전>이라는 작품은 백화로 되어있어 주목을 끈다.
현재 임형택 소장본, 영남대 동빈문고 소장본, 연세대 소장본, 연민 이가환 소장본 등 총 4종의 이본이 있다. 상중하 완결편으로 된 것은 임형택 소장본이며 나머지 세 본은 결질 또는 발췌본이다. 관련 논문으로는 '임형택(1997)', '김영진(2001)', '이승현(2008)'이 있다.